# Сухоруков, Геннадий Сергеевич
Геннадий Сергеевич Сухоруков (1 августа 1953, г. Шахты, Ростовская область) — резчик по дереву.
Окончил Московский народный университет им. Крупской (живопись и графика).
Член СХ России с 1998 года.
Участник выставок с 1972 года: городских, областных, зональных, всероссийских.
Персональные выставки:
- Шахты (1990—2010);
- Новочеркасск (1991);
- Ростов-на-Дону (1996, 1999);
- Ст. Старочеркасская (1999);
- Сочи (2009, 2010);
- Хоста (2009, 2010)

Публикация в книгах «Знаменитые люди Дона» (2004), «Лучшие люди Дона» (2005), энциклопедия «Лучшие люди России» (2006).